# پت کش
 پت کش (انگلیسی: Pat Cash؛ زاده ۲۷ مهٔ ۱۹۶۵) یک تنیس‌باز اهل استرالیا است.